# María Genoveva de Jesús Guardiola Arbizú
María Genoveva de Jesús Guardiola Arbizú, hija del presidente General José Santos Guardiola Bustillo, llegó a ser la primera dama del Estado de Cuba en 1902-1906, siendo esposa del Presidente constitucional Tomás Estrada Palma.

## Biografía
María Genoveva de Jesús Guardiola Arbizú, nació el 30 de junio de 1858, en la ciudad de Comayagua, capital del Estado de Honduras, siendo hija del Presidente General Brigadier José Santos Guardiola Bustillo y la prominente señora Ana Mateo Arbizú Flores, sus padrinos de bautizo fueron el matrimonio compuesto por el señor Esteban Ferrari y su esposa María de Ferreri. Genovena, como fue conocida fue la quinta hija del matrimonio Guardiola-Arbizú, sus hermanos mayores eran: Gonzalo, Guadalupe, Francisca, Trinidad y Galatea, sus hermanas menores fueron: Gumercinda y Guillermina.
Genoveva o “Veva” nació dos años después de la elección de su padre el general Guardiola Bustillo, como octavo presidente constitucional del Estado de Honduras, la vida en la capital Comayagua a mediados del siglo XIX era no menos favorable, para la prominente familia presidencial debido a las ideologías liberales de su padre, los conservadores se habían lanzado en su contra en varias ocasiones y la más desfavorable fue en 11 de enero de 1862 cuando se llevó a cabo la conjura de magnicidio en contra del presidente hondureño, perpetrado en la propia casa presidencial y a manos del traidor Mayor de Plaza Pablo Agurcia y ejecutado por el salvadoreño Cesareo Aparicio. El presidente Guardiola falleció al no poder reponerse al certero y mortal disparo, dejando un enorme hueco en la familia Guardiola-Arbizú.

## Tomás Estrada Palma
Tomás Estrada Palma, era un profesor y político de buena reputación, su sueño era que su amada Cuba fuera por fin libre del yugo de España, es así como los prominentes ideólogos cubanos buscaron ayuda en el continente, más fueron los Estados Unidos de América quienes sacaron a Cuba hacia su libertad, seguidamente se organizaron movimientos independentistas, uno de ellos encabezado por Tomás, mismo que fue nombrado presidente en armas entre los años 1876 a 1877. Siendo presidente de Honduras el doctor Marco Aurelio Soto, mando enviar por los ideólogos cubanos y amigos de estos, como lo fueron: Carlos Roloff de origen polaco y que había llegado a la isla, este aparte de ser un valiente militar fue cuñado de Genoveva, ya que Roloff contrajo matrimonio con Galatea Guardiola Arbizú misma que falleció en Cuba el 3 de julio de 1910. Así llegaron al país centroamericano tanto Estrada Palma como Roloff, el poeta José Joaquín Palma, entre otros, Una vez en Tegucigalpa, Tomás Estrada Palma fue nombrado Director de Correos Nacionales en 1879, fue allí donde conoció el albur de las personalidades hondureños y a la ex primera dama de Honduras, doña Ana Mateo Arbizú Flores viuda de Guardiola, y fue allí donde conoció a Genoveva. Estrada Palma contaba con casi 45 años de edad y la joven María Genoveva con tan solo 23 años, pero no fue suficiente para que el 15 de mayo de 1881 ambos se dijeran el si, en su boda, siendo testigos el hermano de esta, Gonzalo Guardiola y una hermana (posiblemente Galatea), José Joaquín Palma y su esposa Leonela de Palma.
Fue en el año de 1902 cuando se estableció la primera Asamblea Legislativa Nacional y se dicta la Primera Carta Magna Cubana, donde es elegido Presidente de la isla caribeña, asimismo Genoveva tiene el honor de ascender como primera dama del pueblo cubano. Estrada Palma tomó posesión de su cargo el 20 de mayo de 1902, una vez en las postrimerías de su mandato y siendo candidato para un segundo periodo, en las elecciones generales de 1906, sale reelecto; pero, las protestas no se hacen esperar y es obligado a renunciar como presidente electo democráticamente y es cuando las fuerzas estadounidenses intervienen para generar orden, mientras  Charles Edward Magoon se hace cargo como gobernador provisional de Cuba. Estrada Palma había viajado a París y después lo hiciere hacia Estados Unidos donde se radicó en Central Valley, como a 50 millas al norte de la ciudad de Nueva York, una vez allí se establecerían y darían así hogar a sus hijos: José Manuel Estrada Guardiola nacido en 1881, Tomás Andrés Estrada Guardiola nacido en 1884, Carlos Joaquín Estrada Guardiola, María de la Candelaria estrada Guardiola nacida en 1887, Mariana de la Luz Estrada Guardiola y Rafael Morales Estrada Guardiola.
Tomás y Genoveva Estrada, fundaron en los Estados Unidos el “Instituto Estrada Palma”, como una escuela bilingüe y bicultural donde se atendía a jóvenes cubanos, mexicanos, hondureños.
Tomás fallecería el  4 de noviembre de 1908, sus restos fueron sepultados en el cementerio Santa Ifigenia en la localidad de Santiago de Cuba. Doña María Genoveva fallecería el 20 de diciembre de 1926 en Estados Unidos, sus restos fueron trasladados a Cuba, para ser sepultados en el Cementerio donde esta se encuentra su esposo, en el Mausoleo familiar.

### Homenaje póstumo
- En Honduras, Correos de Honduras ordenó la impresión de una estampilla con la efigie de Genoveva Guardiola de Estrada Palma.[3]
- En la Universidad de Miami, se encuentra la herencia del pueblo de Cuba, con colección de Tomás Estrada Palma[4]